# Eggesin
Eggesin es un municipio situado en el distrito de Pomerania Occidental-Greifswald, en el estado federado de Mecklemburgo-Pomerania Occidental (Alemania), a una altitud de 8 metros. Su población a finales de 2016 era de 5000 habs. y su densidad poblacional, 50 hab/km².
El general prusiano Ludwig von Schröder (1854-1933) nació en esta localidad.